# Aeroportul Pouso Alegre
Aeroportul Pouso Alegre (IATA: PPY, ICAO: SNZA) este un aeroport din Minas Gerais, Brazilia ce deservește zona Pouso Alegre. Aeroportul a fost tranzitat în 2019 de 67 de pasageri. A fost numit după zona deservită.
Situat la o altitudine de 885 m, aeroportul dispune de 1 pistă.

## Infrastructură

### Piste
Aeroportul dispune de o singură pistă. Pista 1/19 are suprafața de asfalt și dimensiunile 1.220 m × 30 m. 